# Ridderorden in Iran

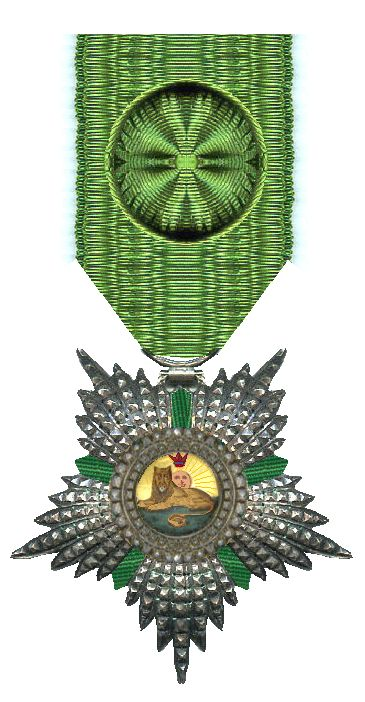
Kleinood van een Officier in de Orde van de Leeuw en de Zon

De opeenvolgende dynastieën van Perzië, nu meestal Iran genoemd, hebben in de late 19e eeuw de Europese traditie van de ridderorden van Verdienste overgenomen. Ook de republiek die na de val van de Sjah werd uitgeroepen heeft orden ingesteld.
Wij noemen:
- De Orde van Ali
- De Orde van de Leeuw en de Zon (Nishan-i-Homayoun)
- De Orde van Pahlavi (Neshaan-e-Pahlavi)
- De Orde van de Kroon (Neshaan-e-Taj)
- De Orde van de Zon
- De Orde van het Zwaard van Ali
- De Orde van het Licht van de Ariërs
- De Orde van Sepah
- De Orde van Verdienste (Neshaan-e-Khedmat)
- De Militaire Orde van Verdienste (Nishan-i-Liaqat)
- De Orde van Moghadas
- De Orde van de Eer (Nishan-i-Kidmat)
- De Orde van Avecinna
- De Orde van Razy
- De Orde van Sarbolandy
- De Orde van Danesh
- De Orde van Honar
- De Orde van de Rode Leeuw en de Zon

Sjah Mohammed Reza Pahlevi werd in 1979 verdreven door een "Islamitische revolutie" De Islamitische Republiek Iran stelde voor zover bekend, Alleen een "Orde van de Martelaren" in.